# Падан, Надав
Надав Падан (ивр. נדב פדן‎; род. 27 сентября 1967) — генерал-майор Армии обороны Израиля (накануне выхода в запас); в последней армейской должности: Командующий Центральным военным округом (с 7 марта 2018 года по 14 июля 2020 года).

## Биография
Надав родился 27 сентября 1967 семье Ницы и Бенци Падан. Он вырос и получил образование в кибуце Эйн-Кармель, призвался в Армию обороны Израиля в 1986 году и поступил на службу в «Сайерет Маткаль». Прошёл курс молодого бойца в 35-й парашютно-десантной бригаде «Цанханим». Готовясь к службе в Сайерет Маткаль, он прошёл общие офицерские курсы, а также курс для пехотных офицеров и был назначен командиром группы. Позже он получил степень по философии в Еврейском университете в Иерусалиме и по промышленному дизайну в академии Бецалель.
Он был командиром группы в звании лейтенанта в «Сайерет Маткаль» и участвовал в операции «Пыль на дороге», где он командовал двумя группами спецподразделения, которые были отправлены вертолётами «Ясур» на пляж Ницаним, а также участвовал в захвате 11 террористов, которые прибыли на лодке на пляж во время праздника Шавуот, 30 мая 1990 года. Позже он был назначен командиром спецподразделения «Сайерет Маткаль».
После окончания службы в «Сайерет Маткаль» Надав перешёл в бригаду Нахаль, где он был назначен заместителем командира батальона 932 в период с 1997 по 1998 годы.
В 1998 году он был повышен до подполковника (Сган-алуф) и назначен командиром батальона 932 бригады Нахаль, и эту должность он занимал до 2000 года, среди прочего, во время боевых действиях в южном Ливане и во время вывода войск из Ливана. В августе 2000 года ему было предложено возглавить командование подразделением «Дувдеван», но он отказался участвовать в конкурсе по семейным обстоятельствам и был назначен командиром батальона «Геффен» в «Бахад 1».
В феврале 2002 года командир отряда «Дувдеван» Эяль Вайс был убит во время оперативной операции в результате обрушения кирпичной стены, и Падан был назначен командиром отряда без конкурса. Во время командования Падана солдат-срочник отряда «Дувдеван» Рой Дрор погиб в результате несчастного случая на тренировках из-за теплового удара. В результате Падан сначала был обвинён в непредумышленном убийстве, но позже обвинения были заменены на более мелкое правонарушение - халатность.
13 июня 2016 года он был повышен в звании до генерал-майора и назначен начальником управления технологий и коммуникаций Генерального штаба, где служил до 4 февраля 2018 года. 7 марта 2018 года он был назначен командующим Центральным военным округом Израиля. 14 июля 2020 года передал командование округом генерал-майору Тамиру Ядаю.
Падан женат, у него трое детей: две дочери и сын.